# Vĩnh Thuận (huyện)
Vĩnh Thuận là một huyện thuộc tỉnh Kiên Giang, Việt Nam.

## Địa lý
Huyện Vĩnh Thuận nằm ở phía đông nam tỉnh Kiên Giang, có vị trí địa lý:
- Phía đông giáp huyện Hồng Dân, tỉnh Bạc Liêu
- Phía tây giáp huyện U Minh Thượng
- Phía nam giáp huyện Thới Bình, tỉnh Cà Mau
- Phía bắc giáp huyện Gò Quao.

Huyện Vĩnh Thuận có diện tích 394,44 km², dân số năm 2020 là 82.626 người, mật độ dân số đạt 210 người/km².

### Điều kiện tự nhiên
Địa hình đồng bằng châu thổ, là vùng đất phèn nhiễm mặn, khí hậu nhiệt đới gió mùa đặc trưng với hai mùa mưa nắng rõ rệt. Mùa mưa bắt đầu vào khoảng tháng 5 và kết thúc vào đầu tháng 11. Vùng này ít có hiện tượng bão lụt. Hướng gió chủ yếu là hướng tây nam đông bắc.

Kênh Sông Trẹm hay còn gọi là kênh sông Trèm Trẹm, là tuyến giao thông đường thủy quan trọng nối liền các tỉnh trong khu vực với tỉnh Cà Mau, con kênh này do người Pháp khởi tạo, ngoài ra còn có kênh Canh Điền, sông Cái Lớn chảy qua.

## Hành chính
Huyện Vĩnh Thuận có 8 đơn vị hành chính cấp xã trực thuộc, bao gồm thị trấn Vĩnh Thuận (huyện lỵ) và 7 xã: Bình Minh, Phong Đông, Tân Thuận, Vĩnh Bình Bắc, Vĩnh Bình Nam, Vĩnh Phong, Vĩnh Thuận.
Bản đồ hành chính huyện Vĩnh Thuận, tỉnh Kiên Giang
| Đơn vị hành chính cấp xã  | Thị trấn Vĩnh Thuận | Xã Vĩnh Bình Bắc | Xã Vĩnh Bình Nam | Xã Bình Minh | Xã Vĩnh Thuận | Xã Tân Thuận | Xã Phong Đông | Xã Vĩnh Phong |
| ------------------------- | ------------------- | ---------------- | ---------------- | ------------ | ------------- | ------------ | ------------- | ------------- |
| Diện tích (km²)           | 21,74               | 84,12            | 45,65            | 29,92        | 51,6          | 43,86        | 30,17         | 87,39         |
| Dân số (người)            | 12.599              | 14.870           | 9.260            | 5.855        | 12.068        | 9.402        | 4.771         | 13.801        |
| Mật độ dân số (người/km²) | 580                 | 177              | 203              | 196          | 234           | 214          | 158           | 158           |
| Số đơn vị hành chính      | 4 khu phố           | 9 ấp             | 5 ấp             | 3 ấp         | 9 ấp          | 8 ấp         | 5 ấp          | 11 ấp         |

## Lịch sử

### Trước năm 1976

#### Việt Nam Cộng hòa
Khoảng năm 1960, chính quyền Việt Nam Cộng hòa cho thành lập quận Kiên Long thuộc tỉnh Kiên Giang trên cơ sở tách đất từ quận Kiên An (trước năm 1957 là quận An Biên) cùng tỉnh. Quận lỵ đặt tại xã Vĩnh Thuận. Ngày 24 tháng 12 năm 1961, quận Kiên Long được giao về cho tỉnh Chương Thiện mới được thành lập. Năm 1961, quận Kiên Long (không có cấp tổng) gồm 6 xã: Vĩnh An, Vĩnh Bình, Vĩnh Hòa, Vĩnh Phong, Vĩnh Thuận, Vĩnh Tuy.
Ngày 18 tháng 4 năm 1963, sau khi đã giao xã Vĩnh Tuy về cho quận Kiên Hưng (trước năm 1957 là quận Gò Quao), quận Kiên Long còn lại 5 xã: Vĩnh An, Vĩnh Bình, Vĩnh Hòa, Vĩnh Phong, Vĩnh Thuận. Cho đến năm 1975, quận Kiên Long vẫn gồm 5 xã trực thuộc như cũ.

#### Chính quyền Cách mạng
Năm 1964, chính quyền Mặt trận Dân tộc Giải phóng Miền Nam Việt Nam (sau này là Chính phủ Cách mạng lâm thời Cộng hòa Miền Nam Việt Nam) cho thành lập huyện Vĩnh Thuận thuộc tỉnh Rạch Giá trên cơ sở tách ra từ huyện An Biên. Huyện Vĩnh Thuận thuộc tỉnh Rạch Giá có địa giới hành chính trùng với quận Kiên Long thuộc tỉnh Kiên Giang (sau năm 1961 thuộc tỉnh Chương Thiện) của chính quyền Việt Nam Cộng hòa.
Sau ngày 30 tháng 4 năm 1975, chính quyền quân quản Cộng hòa miền Nam Việt Nam của tỉnh Rạch Giá lúc bấy giờ vẫn đặt huyện Vĩnh Thuận thuộc tỉnh Rạch Giá cho đến đầu năm 1976.

### Từ năm 1976 đến nay
Tháng 2 năm 1976, Vĩnh Thuận là huyện của tỉnh Kiên Giang. Huyện lỵ là thị trấn Vĩnh Thuận được thành lập do tách đất từ xã Vĩnh Thuận. Huyện Vĩnh Thuận ban đầu gồm thị trấn Vĩnh Thuận và 4 xã: Vĩnh Bình, Vĩnh Hoà, Vĩnh Phong, Vĩnh Thuận. Về sau, tách đất xã Vĩnh Bình và lập thêm xã Vĩnh Bình Nam.
Ngày 10 tháng 10 năm 1981, Hội đồng Bộ trưởng ban hành Quyết định 109-HĐBT về việc:
- Chia xã Vĩnh Hòa thành 3 xã: Hòa Chánh, Vĩnh Hòa và Hòa Tiến
- Chia xã Vĩnh Bình Bắc thành 2 xã: Vĩnh Bình Bắc và Mai Thành Tâm
- Sáp nhập ấp Bình Minh Bắc của xã Vĩnh Bình Bắc vào xã Vĩnh Bình Nam
- Chia xã Vĩnh Bình Nam thành 4 xã: Vĩnh Bình Nam, Bình Thành, Bình Điền và Bình Minh
- Chia xã Vĩnh Thuận thành 4 xã: Vĩnh Thuận, xã Thuận Bắc, Thuận Nam và Thuận Tây
- Chia xã Vĩnh Phong thành 3 xã: Phong Đông, Vĩnh Phong và Phong Tây.

Lúc này, huyện gồm thị trấn Vĩnh Thuận và 15 xã: Vĩnh Phong, Phong Đông, Phong Tây, Vĩnh Thuận, Thuận Bắc, Thuận Nam, Thuận Tây, Vĩnh Bình Nam, Vĩnh Bình Bắc, Bình Thành, Bình Minh, Mai Thành Tâm, Vĩnh Hoà, Hoà Tiến, Hoà Chánh.
Ngày 24 tháng 5 năm 1988, Hội đồng Bộ trưởng ban hành Quyết định 92-HĐBT về việc: 
- Tách 1 ấp của xã Thuận Tây hợp với nửa nông trường Vĩnh Thuận lập xã Minh Thuận Nam
- Tách 1 ấp của xã Hoà Tiến hợp với nửa còn lại của nông trường Vĩnh Thuận, lập xã Minh Thuận Đông
- Sáp nhập xã Hoà Chánh vào xã Vĩnh Hoà
- Sáp nhập xã Mai Thành Tâm vào xã Vĩnh Bình Bắc
- Tách 1 ấp của xã Bình Điền và toàn bộ xã Bình Thành vào xã Vĩnh Bình Nam
- Sáp nhập 2 xã Phong Đông, Phong Tây vào xã Vĩnh Phong
- Sáp nhập 6 ấp còn lại của xã Thuận Tây với xã Thuận Nam thành xã Vĩnh Thuận
- Tách 3 ấp của xã Vĩnh Thuận cũ hợp với xã Thuận Bắc và 2 ấp của xã Bình Điền thành xã Tân Thuận
- Sáp nhập 6 ấp còn lại của xã Hoà Tiến, toàn bộ xã Vĩnh Thái, 2 ấp còn lại của xã Bình Điền vào xã Bình Minh
- Sáp nhập 1 ấp còn lại của xã Vĩnh Thuận cũ vào thị trấn Vĩnh Thuận.

Ngày 31 tháng 5 năm 1991, Ban Tổ chức Chính phủ ban hành Quyết định số 288-TCCP về việc:
- Giải thể xã Tân Thuận nhập một phần vào xã Vĩnh Thuận
- Sáp nhập phần còn lại hợp với xã Minh Thuận Đông và Minh Thuận Nam thành xã Minh Thuận
- Giải thể xã Bình Minh nhập vào các xã Vĩnh Hoà, Vĩnh Bình Nam, Vĩnh Bình Bắc.

Huyện Vĩnh Thuận lúc này bao gồm thị trấn Vĩnh Thuận và 6 xã: Minh Thuận, Vĩnh Bình Bắc, Vĩnh Bình Nam, Vĩnh Hoà, Vĩnh Phong, Vĩnh Thuận.
Ngày 18 tháng 3 năm 1997, Chính phủ ban hành Nghị định số 23-CP về việc thành lập xã Tân Thuận trên cơ sở 4.033 ha diện tích tự nhiên và 10.164 nhân khẩu của xã Vĩnh Thuận.
Ngày 11 tháng 2 năm 2003, Chính phủ Việt Nam ban hành Nghị định số 10/2003/NĐ-CP về việc thành lập xã Hòa Chánh trên cơ sở 4.255,3 ha diện tích tự nhiên và 10.195 nhân khẩu của xã Vĩnh Hoà.
Cuối năm 2004, huyện Vĩnh Thuận có 9 đơn vị hành chánh, bao gồm thị trấn Vĩnh Thuận và 8 xã: Vĩnh Phong, Vĩnh Thuận, Minh Thuận, Vĩnh Hoà, Vĩnh Bình Nam, Vĩnh Bình Bắc, Tân Thuận, Hoà Chánh.
Ngày 6 tháng 4 năm 2007, Chính phủ ban hành Nghị định 58/2007/NĐ-CP về việc:
- Điều chỉnh 22.757,81 ha diện tích tự nhiên và 38.356 nhân khẩu (gồm toàn bộ diện tích tự nhiên và nhân khẩu của các xã: Minh Thuận, Vĩnh Hoà, Hoà Chánh) thuộc huyện Vĩnh Thuận về thành lập huyện U Minh Thượng mới thành lập quản lý
- Thành lập xã Phong Đông thuộc trên cơ sở điều chỉnh 2.557 ha diện tích tự nhiên và 5.949 nhân khẩu của xã Vĩnh Phong.

Sau khi điều chỉnh, huyện Vĩnh Thuận có 7 đơn vị hành chính trực thuộc, gồm các xã: Vĩnh Thuận, Vĩnh Bình Bắc, Tân Thuận, Vĩnh Phong, Phong Đông, Vĩnh Bình Nam và thị trấn Vĩnh Thuận.
Ngày 29 tháng 6 năm 2009, Chính phủ ban hành Nghị quyết số 29/NQ-CP về việc thành lập xã Bình Minh trên cơ sở điều chỉnh 3.095,54 ha diện tích tự nhiên và 6.400 nhân khẩu của xã Vĩnh Bình Nam.
Huyện Vĩnh Thuận có 39.493,20 ha diện tích tự nhiên và 96.190 nhân khẩu, có 8 đơn vị hành chính trực thuộc, bao gồm các xã: Vĩnh Bình Bắc, Vĩnh Bình Nam, Vĩnh Thuận, Tân Thuận, Vĩnh Phong, Phong Đông, Bình Minh và thị trấn Vĩnh Thuận.

## Giao thông
Quốc lộ 63, lộ liên xã Vĩnh Phong nối với tỉnh Bạc Liêu, lộ liên xã Tân Thuận nối với huyện U Minh Thượng và An Minh. Lộ liên xã Vĩnh Bình Bắc nối với Gò Quao. Tỉnh lộ 691 (xã Phong Đông) đi thành phố Cần Thơ, tương lai là đường Hồ Chí Minh nối với quốc lộ 63 xuống thị trấn Thới Bình và thành phố Cà Mau, đường thủy trên sông tuyến đường huyết mạch từ Cần Thơ qua Vĩnh Thuận đến Cà Mau được nâng cấp năm 2003 với tên gọi là sông Trẹm.
Đây cũng là địa phương có dự án Đường cao tốc Cần Thơ – Cà Mau đi qua đang được xây dựng.